# Episyrphus tripartita
Episyrphus tripartita är en tvåvingeart som först beskrevs av Walker 1861.  Episyrphus tripartita ingår i släktet flyttblomflugor, och familjen blomflugor. Inga underarter finns listade i Catalogue of Life.